# Nikole Mitchell
Nikole Mitchell (Nikole Alangia Mitchell, Vorname auch Nicole geschrieben; * 5. Juni 1974 im Saint Mary Parish) ist eine ehemalige jamaikanische Leichtathletin, die hauptsächlich im 100-Meter-Lauf in Erscheinung trat.
Bei Leichtathletik-Juniorenweltmeisterschaften gewann sie 1990 in Plowdiw die Silbermedaille und 1992 in Seoul die Goldmedaille über 100 Meter.
Außerdem war sie Mitglied der jamaikanischen 4-mal-100-Meter-Staffel. Bei den Leichtathletik-Weltmeisterschaften 1993 in Stuttgart belegte sie mit der Staffel den dritten Rang. 1996 gewann sie bei den Olympischen Spielen in Atlanta gemeinsam mit Michelle Freeman, Juliet Cuthbert und Merlene Ottey ebenfalls die Bronzemedaille.
Nikole Mitchell ist 1,68 m groß und wog zu ihrer aktiven Zeit 60 kg.

## Bestleistungen
- 100 m: 11,18 s, 2. Juli 1993, Kingston